# Solaris Urbino 10
Solaris Urbino 10 (też Solaris Urbinetto) – niskopodłogowy autobus miejski klasy midi z serii Solaris Urbino produkowany w latach 2002–2018 przez polskie przedsiębiorstwo Solaris Bus & Coach w Bolechowie-Osiedlu koło Poznania. Został zaprezentowany jako następca krótszego modelu Urbino 9. Początkowo był produkowany w ramach II generacji rodziny Urbino, a od 2005 r. w ramach III generacji. Po wycofaniu z oferty w 2018 r. zastąpił go model Urbino 10,5. Produkowano wyłącznie wersję napędzaną silnikiem wysokoprężnym.

## Historia

### Geneza

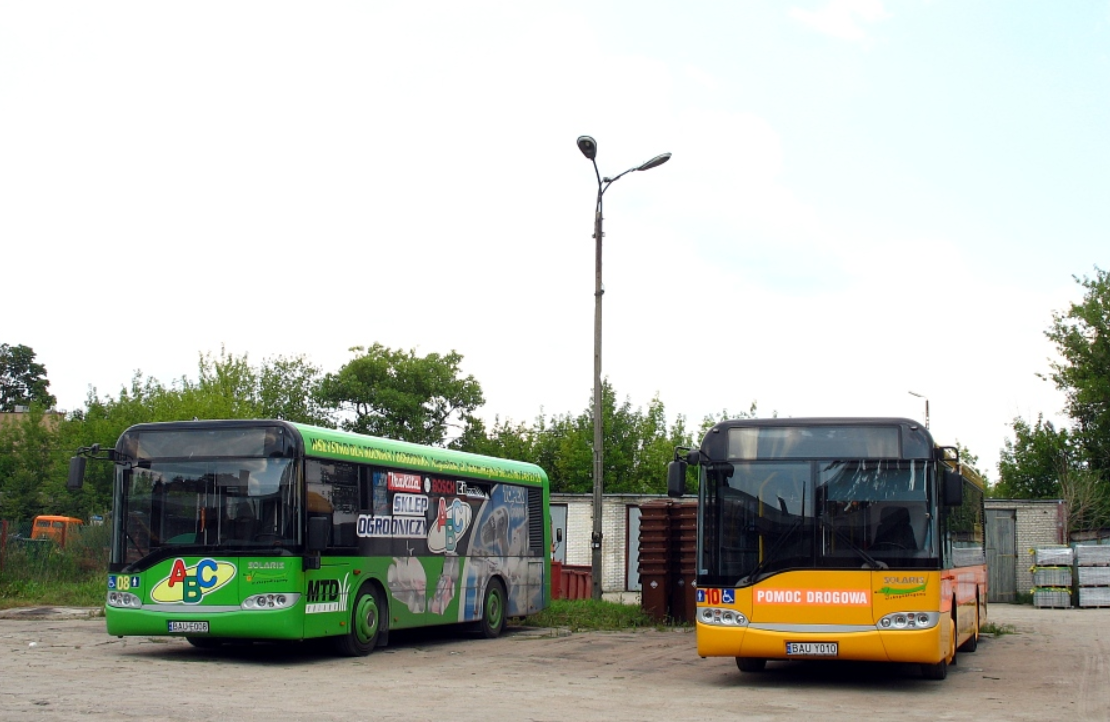
Dwa Solarisy Urbino 9 w Augustowie

W 1994 r. Krzysztof Olszewski otworzył w Polsce przedstawicielstwo handlowe niemieckiego producenta autobusów i autokarów Neoplan o nazwie Neoplan Polska Sp. z o.o. W tym samym roku spółka pozyskała pierwsze zamówienie – do Miejskich Zakładów Autobusowych w Warszawie trafiły pierwsze 15-metrowe autobusy niskopodłogowe Neoplan N4020. Były to jedne z pierwszych na świecie pojazdów tego typu. Wkrótce spółka Olszewskiego wygrała przetarg na dostawę 72 niskopodłogowych autobusów dla Miejskiego Przedsiębiorstwa Komunikacyjnego w Poznaniu, zapadła więc decyzja o budowie hali produkcyjnej w oddalonym od stolicy Wielkopolski o kilkanaście kilometrów Bolechowie-Osiedlu. 22 marca 1996 r. fabrykę opuścił pierwszy autobus produkcji Neoplan Polska. W latach 1996–2000 w zakładach w Bolechowie montowano neoplany serii 4000, m.in. modele N4016, N4020, N4021 i 9-metrowy N4009. W 1998 r. przedsiębiorstwo zaprezentowało pierwszy autobus własnej konstrukcji – Neoplan K4016TD oraz jego odmianę w wersji midi K4010TD. Tego ostatniego modelu wyprodukowano jedynie 3 szt., z czego wszystkie trafiły do KZK w Świdnicy.
W 1999 r. Neoplan Polska zaprezentował własną rodzinę autobusów miejskich Solaris Urbino składającą się z trzech modeli – Urbino 12, Urbino 15 oraz Urbino 18. W kolejnym roku do rodziny dołączył 9-metrowy autobus Solaris Urbino 9. Model ten był produkowany w latach 2000–2002. Wyprodukowano łącznie 21 szt., z czego wszystkie trafiły na rynek polski.

### II generacja
W 2002 r. producent przekształcony rok wcześniej w przedsiębiorstwo Solaris Bus & Coach wprowadził do produkcji II generację autobusów miejskich Solaris Urbino. Wycofano wówczas model Urbino 9 i zastąpiono go modelem Urbino 10, zwanym także Solaris Urbinetto. Premiera nastąpiła na targach Transexpo w Kielcach we wrześniu 2002 r. Urbino 10 jest o niecały metr dłuższe od Urbino 9 i w przeciwieństwie do poprzednika, który miał układ drzwi 1-2-0, ten mógł być wyposażony także w trzecie drzwi (układ 1-2-2). Jako jednostkę napędową w Urbino 10 II generacji stosowano silniki Iveco Cursor lub MAN w połączeniu ze skrzyniami biegów Voith lub ZF. Na pokładzie mogło podróżować maksymalnie 81 pasażerów, w tym 23 na miejscach siedzących. W latach 2003–2005 wyprodukowano łącznie 157 autobusów tego typu. 97 z nich trafiło do odbiorców krajowych, m.in. do firmy Mobilis obsługującej przewozy miejskie na zlecenie warszawskiego ZTM (53 szt.), a także do MPK w Legnicy (10 szt.) i MPK we Włocławku (9 szt.). Pozostałych 60 pojazdów wyeksportowano do Francji, Włoch, Niemiec, Szwajcarii, Norwegii i Austrii. 

### III generacja
Od 2005 r. produkowana była nowsza wersja autobusów Urbino 10 w ramach III generacji rodziny Urbino. Podobnie jak w pozostałych modelach Urbino, zmieniony został design. Zaostrzono linię przedniej szyby, zmieniono wygląd przednich i tylnych reflektorów, zmieniono wygląd nadkoli i zmniejszono zaokrąglenia na górze ścian bocznych nad linią okien. Wprowadzono trzyczęściowy zderzak przedni. Zmiany stylistyczne objęły również wnętrze, zastosowano m.in. nową, lepiej wygłuszoną komorę silnika oraz zmodyfikowaną kabinę kierowcy. Autobusy Urbino 10 oferowano od tego czasu z silnikami spełniającymi normy emisji spalin Euro 4, a później także Euro 5 i Euro 6.
W 2014 r. zaprezentowano pierwsze modele IV generacji rodziny Urbino, a w 2016 r. następcę modelu Urbino 10 – Solarisa Urbino 10,5 o nadwoziu dłuższym o ok. 0,5 metra i większym zwisie przednim umożliwiającym zastosowanie standardowych dwuskrzydłowych drzwi przednich, jak w dłuższych modelach. Model Urbino 10 był oferowany równolegle aż do 2018 r., kiedy zostały wycofane z oferty producenta wszystkie pozostałe modele III generacji.

## Konstrukcja
|                                  |          | II generacja                             | III generacja Euro 6                    |
| WYMIARY:                         | WYMIARY: | WYMIARY:                                 | WYMIARY:                                |
| -------------------------------- | -------- | ---------------------------------------- | --------------------------------------- |
| Długość                          | [mm]     | 9940                                     | 9940                                    |
| Wysokość                         | [mm]     | 2850                                     | 2850                                    |
| Szerokość                        | [mm]     | 2550                                     | 2550                                    |
| Rozstaw osi                      | [mm]     | 4800                                     | 4800                                    |
| Zwis przedni/tylny               | [mm]     | 2210/2930                                | 2210/2930                               |
| Kąt natarcia/zejścia             | [°]      | 8/8                                      | 8/8                                     |
| UKŁAD NAPĘDOWY:                  |          |                                          |                                         |
| Silnik                           |          | Iveco NEFF4AE0681B lub MAN D 0836 LOH 03 | Cummins ISB6.7E6 250B lub 280 B         |
| Moc silnika                      | [kW]     | 176 lub 162                              | 187 lub 209                             |
| Skrzynia biegów                  |          | Voith 851.3 lub ZF 4HP502                | Voith Diwa 6 lub ZF Ecolife             |
| Oś przednia                      |          | ZF RL 85 A                               | Oś niezależna ZF RL 75 EC lub ZF RL 85A |
| Oś tylna                         |          | ZF AV 132                                | ZF AV 132                               |
| Zbiornik paliwa                  | [l]      | 160                                      | 165 lub 250                             |
| Zbiornik AdBlue                  | [l]      |                                          | 40                                      |
| NADWOZIE:                        |          |                                          |                                         |
| Układ drzwi                      |          | 1-2-0 1-2-2                              | 1-2-0 1-2-2                             |
| Liczba miejsc siedzących (maks.) |          | 23 + 1                                   | 25 + 1                                  |

Solaris Urbino 10 jest konstrukcyjnie oparty na rodzinie Urbino i posiada rozwiązania konstrukcyjne znane z innych modeli. W autobusach stosowano jednostki napędowe Iveco Cursor, MAN lub Cummins o mocy od 220 do 284 KM. Silnik został umieszczony w zabudowie wieżowej w tylnej części autobusu. W autobusach montowano automatyczne skrzynie biegów Voith lub opcjonalnie ZF Ecolife. Tylna oś jest osią napędową. Autobusy wyposażone są w systemy bezpieczeństwa: ABS, ASR, EBS.
Autobus oparty jest na nadwoziu samonośnym ze szkieletem zbudowanym ze stali odpornej na korozję. Na szkielecie zostały zamocowane panele nadwozia ze stali nierdzewnej tego samego typu oraz aluminium. Wszystkie panele boczne oraz panele nadkoli są demontowalne, co ułatwia ewentualną wymianę po uszkodzeniu wskutek kolizji. W celu ułatwienia serwisowania autobusów zastosowano otwory inspekcyjne i klapy, które pozwalają na łatwy dostęp do najważniejszych elementów pojazdu.
Wejście na pokład umożliwia troje drzwi w układzie 1-2-2 lub opcjonalnie 1-2-0. Szerokość drzwi jednoskrzydłowych to 860 mm, natomiast dwuskrzydłowych – 1350 mm. W wersji Urbino 10 przeznaczonej na rynek norweski zamontowano na zwisie przednim drzwi dwuskrzydłowe. Liczba miejsc we wnętrzu jest zależna od konfiguracji wnętrza na indywidualne zamówienie. Maksymalnie autobus może pomieścić 81 pasażerów, w tym maksymalnie 25 na miejscach siedzących. Naprzeciwko drugich drzwi przewidziano przestrzeń dla osób niepełnosprawnych, a w drugich drzwiach znajduje się pochylnia. Wejście znajduje się na wysokości 320 mm (I i II drzwi) lub 340 mm. Wsiadanie ułatwia system przyklęku, który obniża wysokość wejścia o ok. 70 mm. Wnętrze jest ogrzewane przez grzejniki konwektorowe oraz nagrzewnice 2-stopniowe. Opcjonalnie możliwe jest zastosowanie układu dodatkowego ogrzewania piecem na biopaliwo lub systemu Webasto. Autobusy przewietrzane są przez szyberdachy, uchylne lub przesuwne okna oraz wentylatory dwukierunkowe. Opcjonalnym wyposażeniem jest klimatyzacja przestrzeni pasażerskiej i kabiny kierowcy.

## Eksploatacja

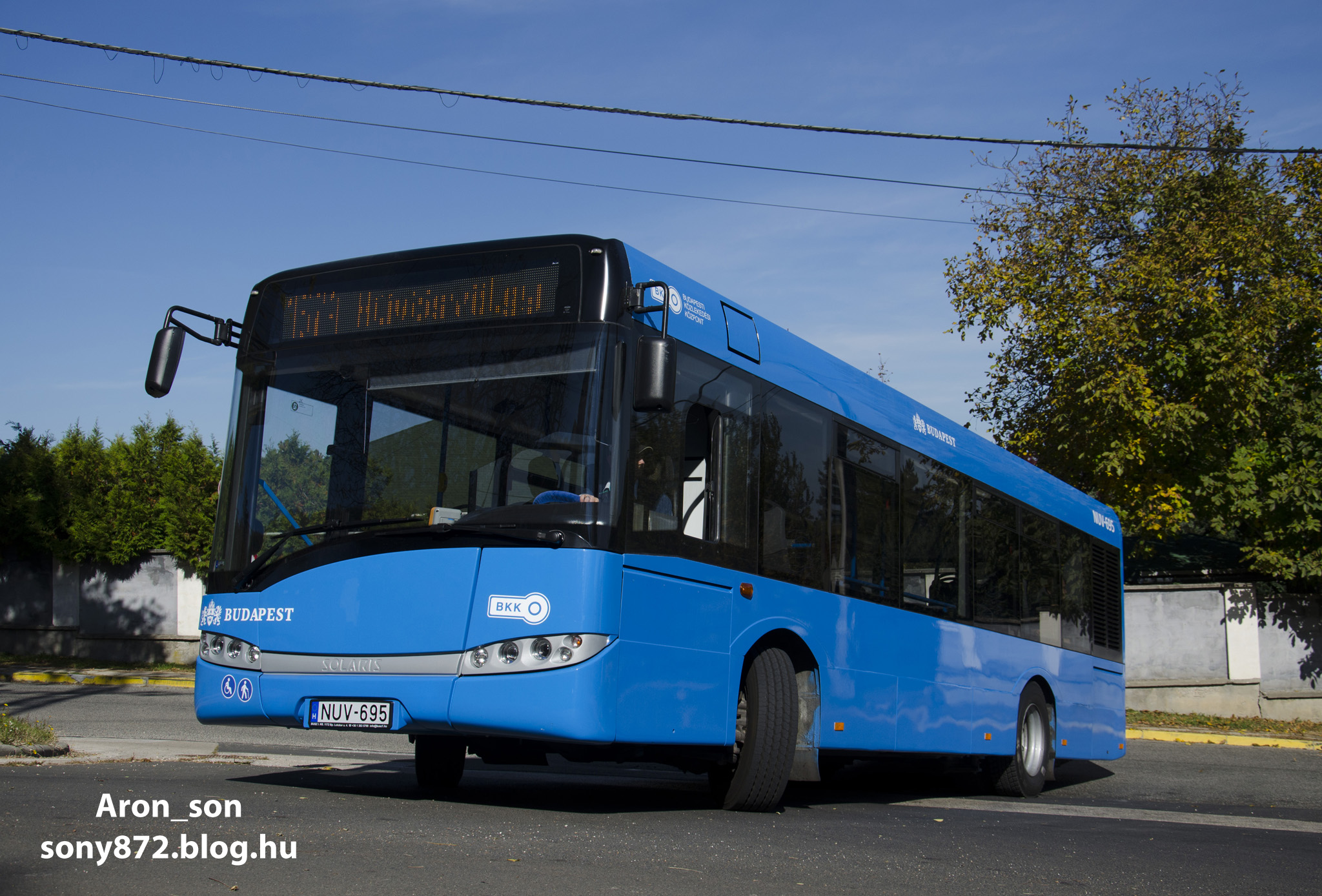
Solaris Urbino 10 III generacji w Budapeszcie

Największym odbiorcą autobusów Urbino 10 II generacji było przedsiębiorstwo Mobilis, które zakupiło w 2003 roku 53 sztuki do obsługi linii autobusowych na zlecenie warszawskiego ZTM. Autobusy te kursowały po ulicach Warszawy do 2013 roku, a część z nich kursowała później w latach 2014–2015 na liniach miejskich w Krakowie. Oprócz Mobilisu, autobusy Solaris Urbino 10 II generacji w największej liczbie zakupiły m.in. przedsiębiorstwa komunikacyjne z Legnicy (10 szt.) oraz Włocławka (9 szt.). Autobusy tego typu trafiały również na eksport do Francji (17 szt.), Włoch (11 szt.), Szwajcarii (9 szt.), Niemiec (7 szt.), Norwegii (5 szt.) i Austrii (4 szt.).
Odbiorcami autobusów Urbino 10 III generacji w Polsce byli m.in.: MZA Warszawa (36 szt.), MPK Włocławek (15 szt.), MZK Bolesławiec (13 szt.), MPK Sieradz (11 szt.), GZK Rędziny (10 szt.), MPK Legnica (6 szt.), MZK Starogard Gdański (6 szt.) i MPK Kielce (5 szt.). Ponadto autobusy te wyeksportowano do m.in. Niemiec, Norwegii, Austrii, Francji, Włoch, Czech i na Słowację. Ponadto jako używane autobusy te trafiły do przewoźników m.in. z Grecji, Węgier czy Ukrainy.